# رؤیای سینما
رویای سینما فیلمی به کارگردانی علی شاه‌حاتمی، حمید شاه‌حاتمی و نویسندگی علی شاه‌حاتمی ساختهٔ سال ۱۳۹۰ است.

## بازیگران
- علی شادمان در نقش کاظم
- کاظم بلوچی در نقش پدر کاظم
- نیلوفر محمودی در نقش مادر کاظم
- محمدجواد جعفرپور در نقش فرهاد
- سهند جاهدی در نقش علی
- شهزاد صفوی در نقش عموی کاظم
- فریبا طالبی در نقش خانم صابری
- پریا مردانیان در نقش نرگس
- پروشا قومی در نقش خواهر کاظم
- یوسف مرادیان در نقش کارگردان

## خلاصه داستان
یک گروه فیلمسازی جهت انتخاب نقش اصلی یک فیلم سینمایی مشترک بین ایران و کانادا به دنبال بازیگری نوجوان می‌گردد. از میان نوجوانان مشتاق تست بازیگری گرفته و در نهایت کارگردان از میان آنها کاظم و فرهاد را انتخاب می‌کند. اما تنها یکی از آنها می‌تواند به عنوان بازیگر اصلی انتخاب شود. رقابت کاظم و فرهاد برای بدست آوردن نقش، ماجرای این فیلم است.